# Lampaul-Guimiliau
Lampaul-Guimiliau är en kommun i departementet Finistère i regionen Bretagne i västra Frankrike. Kommunen ligger i kantonen Landivisiau som tillhör arrondissementet Morlaix. År 2022 hade Lampaul-Guimiliau 2 004 invånare.

## Befolkningsutveckling
Antalet invånare i kommunen Lampaul-Guimiliau
Referens:INSEE